# Hypolimnas aphrodite
Hypolimnas aphrodite är en fjärilsart som beskrevs av Hans Fruhstorfer 1903. Hypolimnas aphrodite ingår i släktet Hypolimnas och familjen praktfjärilar. Inga underarter finns listade i Catalogue of Life.